# Messor structor
Messor structor är en myrart som först beskrevs av Pierre André Latreille 1798.  Messor structor ingår i släktet Messor och familjen myror.

## Underarter
Arten delas in i följande underarter:
- M. s. aegaeus
- M. s. platyceras
- M. s. structor
- M. s. tadzhikorum